# Vincent Petit (football)
Vincent Petit est un footballeur puis entraîneur français, né le 2 janvier 1974 à Montauban. Il évolue au poste d'attaquant du milieu des années 1990 au début des années 2000.
Formé au Montpellier HSC, il joue ensuite  notamment au RC Strasbourg avec qui il remporte la Coupe de la Ligue en 1997 puis au SM Caen et à l'AC Ajaccio.
Devenu entraîneur, il dirige notamment le Montauban FC.

## Biographie

### Joueur
Vincent Petit rejoint en 1989 le centre de formation du Montpellier HSC. Après trois ans en équipe réserve où il inscrit trente-et-un buts en soixante matchs, il débute en équipe première le 27 mai 1995 face au Stade rennais. Dans cette rencontre perdue sur le score d'un but à zéro au stade de la Mosson, il entre en jeu à la 84e minute en remplacement de Christophe Sanchez,. La saison suivante, il dispute dix rencontres de championnat pour un but marqué. En Coupe de France, il inscrit le but de l'égalisation face au Sporting Toulon puis le but décisif face au SM Caen. Le club est cependant éliminé en demi-finale face au rival languedocien, le Nîmes Olympique.
Vincent Petit est alors prêté une saison au RC Strasbourg. Peu utilisé comme titulaire, il remporte en fin de saison la Coupe de la Ligue. La saison suivante, il est de nouveau prêté, cette fois-ci au SM Caen évoluant en Division 2. L'équipe termine neuvième du championnat avec la quatrième attaque, Vincent Petit inscrivant dix buts. En 1998, il est encore prêté à un autre club de Division 2, l'AC Ajaccio. Il inscrit sept buts en trente-cinq matchs et, en fin de contrat avec son club formateur, s'engage pour deux ans supplémentaires avec le club ajaccien. En début d'année 2001, il est opéré du genou et ne dispute que douze rencontres de championnat .
Non conservé par le club ajaccien, Vincent Petit s'entraîne avec le Nîmes Olympique mais ne peut s'engager avec le club en raison de sa situation financière. Il signe alors au CD Logroñés, club espagnol évoluant en Segunda División B. En 2002, il retourne dans sa ville natale et dispute une saison avec le Montauban FC évoluant en CFA 2 puis prend sa retraite de footballeur professionnel.

### Entraîneur
En 2003, il devient entraîneur-joueur de la JS Meauzacaise, club évoluant en promotion de ligue de Midi-Pyrénées. Avec cette équipe, il accède en 2005, puis en 2010 à la promotion d'honneur. Il reste cinq ans dans le club de Meauzac avant de rejoindre comme entraîneur en 2010 le Montauban FC retombé en division d'honneur régionale. Sous ses ordres, le club rate de peu l'accession en division d'honneur en 2011 avant de terminer sixième du championnat en 2012. Le 14 décembre 2012, il est remercié par le comité directeur du club alors que le MFCTG est quatrième du championnat à quatre points du premier.
Il rejoint en juin 2013 le Cahors FC qui évolue en promotion d'honneur régionale. Après une saison avec ce club, il s'engage en mai 2014 avec l'US Albi qui évolue en Division d'honneur Il reste une saison et demie à la tête du club avant d'être démis de ses fonctions en décembre 2015 alors que l'équipe est troisième du championnat,.
Il devient, en juin 2016, entraîneur de l'Entente Golfech Saint-Paul, club de Division d'honneur. Déjà présent dans l'équipe depuis trois mois, il y succède à Amir Abdou, également entraîneur de l'équipe des Comores.

## Palmarès
Vincent Petit dispute vingt-cinq matchs en division 1 pour deux buts marqués et cent-dix rencontres en Division 2 pour vingt-trois buts marqués. Il remporte en 1997 la Coupe de la Ligue avec le RC Strasbourg.

## Statistiques
Le tableau ci-dessous résume les statistiques en match officiel de Vincent Petit durant sa carrière de joueur professionnel,,.
| Saison                | Club                  | Championnat           | Championnat | Championnat | Coupe nationale | Coupe nationale | Coupe de la Ligue | Coupe de la Ligue | Compétition(s) continentale(s) | Compétition(s) continentale(s) | Compétition(s) continentale(s) | Total | Total |
| Saison                | Club                  | Division              | M.          | B.          | M.              | B.              | M.                | B.                | Comp.                          | M.                             | B.                             | M.    | B.    |
| 1994-1995             | Montpellier HSC       | Division 1            | 1           | 0           | -               | -               | -                 | -                 | -                              | -                              | -                              | 1     | 0     |
| 1995-1996             | Montpellier HSC       | Division 1            | 10          | 1           | 3               | 2               | -                 | -                 | -                              | -                              | -                              | 13    | 3     |
| 1996-1997             | RC Strasbourg (prêt)  | Division 1            | 14          | 1           | 3               | 1               | 5                 | 0                 | CI                             | 4                              | 0                              | 26    | 2     |
| 1997-1998             | SM Caen (prêt)        | Division 2            | 32          | 10          | 1               | 0               | 1                 | 0                 | -                              | -                              | -                              | 34    | 10    |
| 1998-1999             | AC Ajaccio (prêt)     | Division 2            | 35          | 7           | -               | -               | 1                 | 0                 | -                              | -                              | -                              | 36    | 7     |
| 1999-2000             | AC Ajaccio            | Division 2            | 31          | 4           | -               | -               | 1                 | 0                 | -                              | -                              | -                              | 32    | 4     |
| 2000-2001             | AC Ajaccio            | Division 2            | 12          | 2           | -               | -               | 1                 | 0                 | -                              | -                              | -                              | 13    | 2     |
| Total sur la carrière | Total sur la carrière | Total sur la carrière | 135         | 25          | 7               | 3               | 9                 | 0                 | -                              | 4                              | 0                              | 155   | 28    |